# Gesellschaft der Schildner zum Schneggen

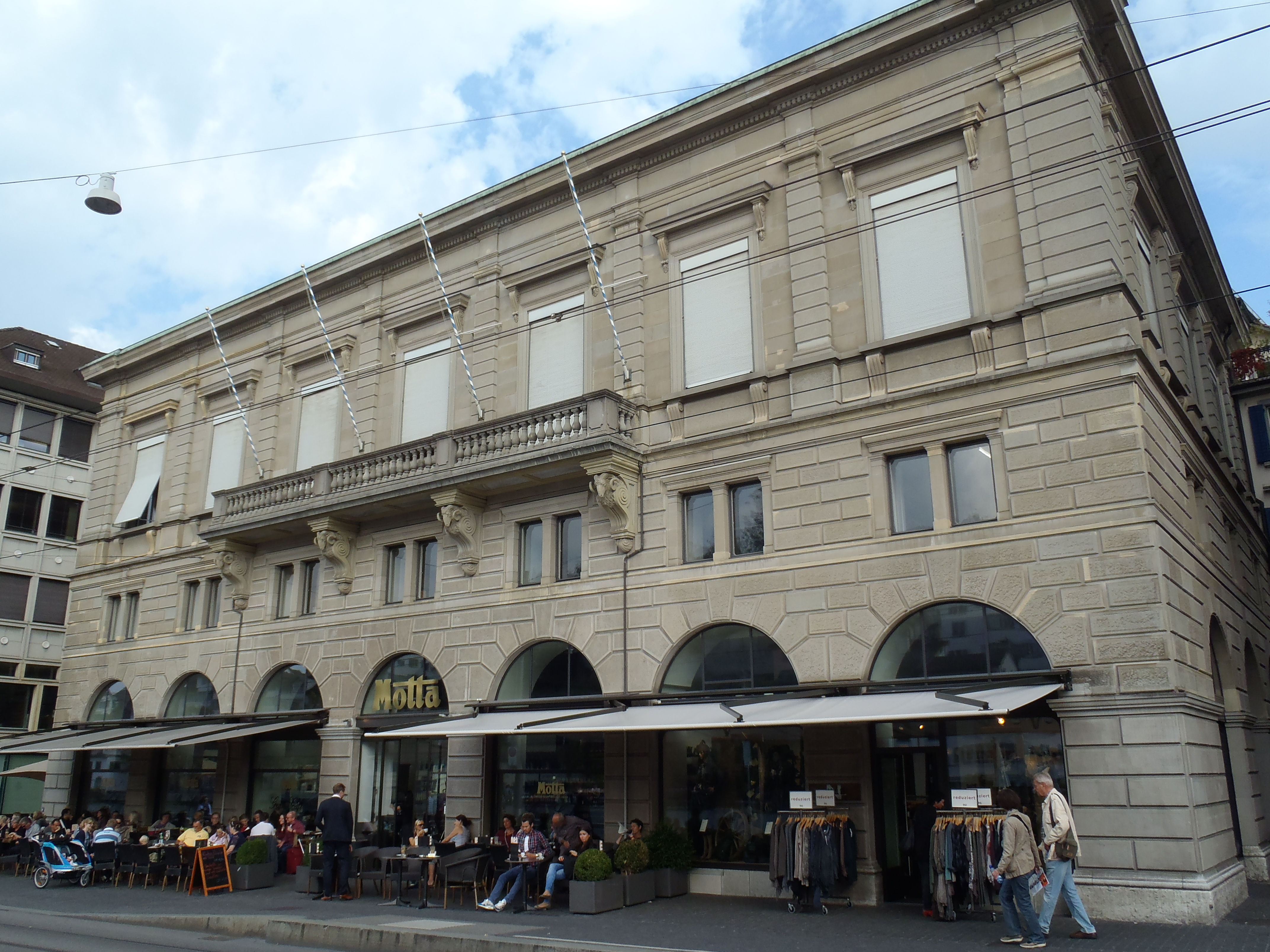
Das Haus der Gesellschaft der Schildner zum Schneggen im Jahr 2013

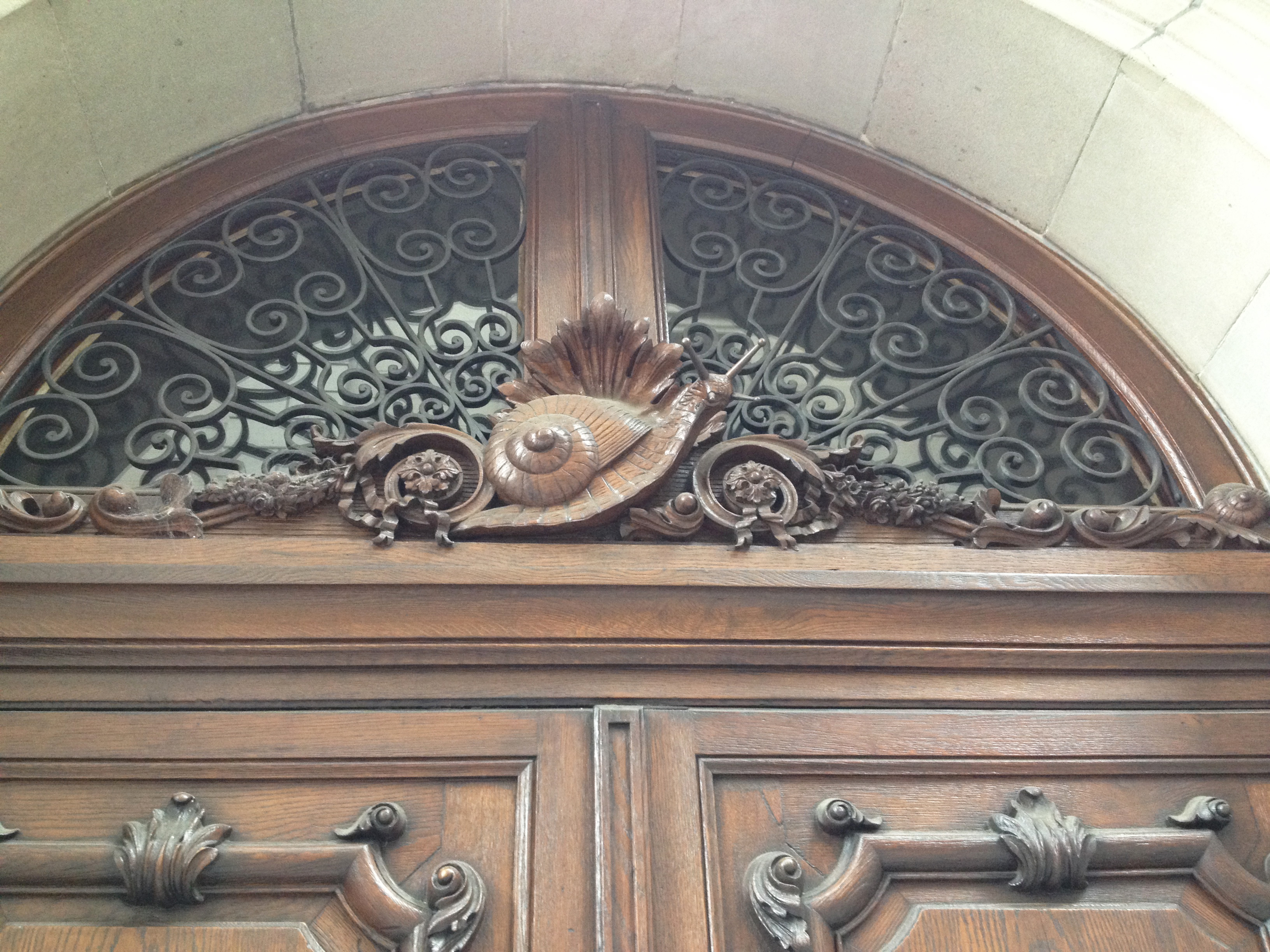
Aus Holz geschnitzte Schnecke über dem Türsturz des Eingangs des Gesellschaftshauses

Die Gesellschaft der Schildner zum Schneggen ist eine um 1380 gegründete und noch heute bestehende Stubengesellschaft in der Stadt Zürich in der Schweiz.

## Geschichte
Die Gesellschaft umfasste Mitglieder aus den regierenden und einflussreichen Familien, also Würdenträger aus Zünften, Konstaffel und Regiment. Zeichen der Zugehörigkeit war ein Schild. Dieser konnte vererbt, verkauft oder verschenkt werden. Normalerweise kam ein Schild durch Erbgang vom Vater auf den Sohn. Bei Kauf, Tausch oder Schenkung der Schilde entschieden die Mitglieder der Gesellschaft über Aufnahme oder Ablehnung von neuen Schildnern. Die Zahl der Mitglieder ist seit dem Mittelalter auf 65 beschränkt.
Das Haus der Gesellschaft liegt in der Schneggengasse in der Altstadt von Zürich rechts der Limmat. «Es wird zum Schneggen genannt, und ist eine offene Trinkstube für die Ratsherren und andere angesehne Leute, absönderlich der s. g. Böcke oder Schwertler, welche im Kriege der Eidgenossen wider Zürich sich zusammen gethan hatten, um durch tapfere Ausfälle und Raubzüge dem Feinde Schaden und Abbruch zu thun. Sie nannten sich auch die Schildner zum Schneggen, weil sie allda ihre Wappenschilde oder Zeichen aufgeteilt hatten, und stieg ihre Zahl bis auf sechzig.»
Wie gross der politische Einfluss der Gesellschaft der Schildner zum Schneggen ursprünglich einmal war, ist daran zu erkennen, dass bis 1798 mehr als die Hälfte aller Bürgermeister der Stadt Zürich Schildner waren und noch im Jahr 1830 46 der insgesamt 65 Mitglieder der Gesellschaft im Kantonsrat sassen.
Die Gesellschaft  Schildner zum Schneggen wurde um 1380 als private Patriziergesellschaft des Zürcher Patriziats gegründet und ist damit der älteste Verein Zürichs. Das 1866 neu gebaute Gesellschaftshaus am Limmatquai 64/66 hat folgende Baugeschichte. Als Architekt wurde der erfahrene Leonhard Zeugheer (1812–1866) beauftragt. Er entwarf das Gebäude zusammen mit dem jungen deutschen Architekten Georg Lasius (1835–1928), der an der ETH lehrte, später als Nachfolger von Gottfried Semper ab 1873 über drei Jahrzehnte lang als Vorsteher der ETH-Bauschule wirkte und heute als einer der einflussreichsten Zürcher Architekten des 19. Jahrhunderts gilt. Bemerkenswert ist, dass mit dem Innenausbau (Gustav) Adolph Brunner (1837–1909) aus Riesbach beauftragt wurde. Dieser kam gerade von seinen Lehr- und Wanderjahren aus Paris nach Zürich zurück. Damit war sichergestellt, dass die Einrichtung der Säle der neusten Pariser Mode entsprach. Ausschlaggebend dürfte jedoch seine Mitarbeit bei Émile Boeswillwald (1815–1896) gewesen sein, der seit 1860 Generalinspektor der Monuments historiques unter Eugène Viollet-le-Duc war. So gestaltete Adolph Brunner die Einrichtung dann auch unter Wieder-Verwendung von Teilen aus den älteren Gesellschaftshäuser zum Schneggen. Gemeinsam mit seinem Bruder Fritz führte er von 1865 bis 1886 in Zürich das Architekturbüro Adolph und Fritz Brunner, welches nach diesem Erstlingswerk für den grössten Teil der Bebauungen im Bellerivequartier und der unteren Bahnhofstrasse zuständig war und damit Zürich einen wesentlichen Teil seines heutigen Aussehens verlieh.
Das Gesellschaftshaus zum Schnegg befindet sich nicht zufälligerweise in nächster Nähe zum Zürcher Rathaus. Auf diese Art und Weise wollte die Gesellschaft auch ihren Einfluss auf die stadtzürcherische Politik demonstrieren.

## Mitglieder (Auswahl)
- Hans Waldmann, Ritter (1435–1489)
- Hans Heinrich Lochmann (1538–1589), Geschäftsmann
- Mitglieder der Familie Werdmüller besassen ab 1545 ein Schild und anfangs 18. Jahrhundert fünf Schilde gleichzeitig
- Mitglieder der Familie Hirzel waren seit 1582 (Beat 1537–1614) vertreten, Ende des 18. Jahrhunderts mit sechs Schilden
- Johann Heinrich Waser (1600–1669), Bürgermeister von Zürich und Obmann der Gesellschaft
- Hans Caspar Hirzel (1617–1691), Bürgermeister von Zürich und Obmann der Gesellschaft
- Hans Conrad Escher (vom Luchs) (1743–1814), Zürcher Politiker, Bürgermeister und Tagsatzungspräsident 1814
- Johann Jakob Meyer (1763–1819), Offizier und Politiker
- Johann Jakob Pestalozzi (1785–1849), Professor für Kirchengeschichte und Katechetik an der Universität Zürich
- Franz Hagenbuch (1819–1888), Politiker (Liberale), Regierungsrat des Kantons Zürich von 1856 bis 1869
- Conrad Ferdinand Meyer (1825–1898), Dichter
- Ulrich Meister junior (1838–1917), Förster und Politiker
- Emil Landolt (1895–1995), Stadtpräsident von Zürich[6]
- Alex Rübel (* 1955), von 1991 bis 2020 Direktor des Zürcher Zoos
- Conradin Cramer (* 1979), Regierungsrat des Kantons Basel-Stadt

## Belege